# Ruiner (відеогра)
Ruiner це кіберпанк Shoot 'em up Action відеогра розроблений Reikon Games та опублікована Devolver Digital.

## Ігровий процес
Ruiner це Шутер грається з верхньої точки зору. Гра відбувається в 2091 році і відбувається в кіберпанк мегаполісі, відомому як Ренгкок. Гравець бере під контроль мовчазного головного героя, який намагається врятувати свого викраденого брата з невдалого конгломерату, відомого як Heaven, який контролює Ренгкок.

## Сюжет
Ruiner відбувається в 2091 році в Ренгкоку та прилеглих об'єктах, що належить Heaven, конгломерату на чолі з людиною, яку в грі називають Босом. Спочатку персонажа гравця, мовчазного головного героя, якого інший персонаж охрестив «Щеня», веде неправдивий хакер на ім'я Чарівник для вбивства боса. Перш ніж він дійде до кабінету боса, сигнал від Майстра до головного героя перекривається іншим хакером, відомим лише як Вона. Вона пояснює Щеню, що з Майстром уклала контракт інша група, а його брата викрали, і закликає його розшукати Чарівника. Вона веде його на територію, заповнену Крипами, групою психотичних бандитів на чолі з фехтувальником на ім'я Нерв. Пробившись через територію Крипів, Нерв викликає Щеня на дуель і зазнає поразки в битві. Заробляючи лідерство Крипів, вони знаходять Майстра і рубають його мозок, вбиваючи його в процесі і приводячи їх до сполуки Ханза, фабрики, що виробляє деталі машин. Вона відстежує брата Щеня з сигналом, що веде до нього.
Їх зустрічають озброєні охоронці та розлючений Штучний інтелект, який управляє сполукою, Мати. Щеня пробивається через заклад Ганза та бореться з найманцями, найнятими TrafficKing, кіборгом у формі НЛО-подібного пристрою, керованого людською головою, який керує об'єктом разом з Матір'ю, імовірно, за контрактом із Майстром. Коли він слідує за сигналом, який веде до його брата, Щеня биється з матір'ю, а потім і з TrafficKing, злом його мозку, щоб виявити, куди везуть його брата; Ферми уяви, які використовують людей як господарів, щоб надати мозкові сили для запуску «Віртуальності», Віртуа́льна реа́льність пристрою, який Heaven виробляє та продає цивільному населенню. Оскільки TrafficKing має дозвіл на в'їзд у ці райони, Щеня та Її викрадають його, щоб отримати доступ до ферм.
Щеня, на чолі з Нею у супроводі прирученого TrafficKing, шукає Ферми Уяви для сигналу свого брата і стикається з Близнюком, кіборгом з подвійною особистістю, який представляє себе як дві сестри-близнюки, які виконують функції господаря Матері. TrafficKing працює на Близнюків, і було встановлено, що вони використовували Майстра, щоб сформувати Державний переворот, щоб скинути Боса і керувати Небом. TrafficKing гине після того, як зневажливо допомагав Щеняту через перегріті перешкоди, згорів до смерті. Щеня стикається з Близнюком, але на нього нападає воскреслий TrafficKing, який зараз контролює людське тіло кіборга. Щеня вбиває його і бореться з Близнюком, вбиваючи обох сестер і нарешті знаходячи механічний стручок, який тримає його брата.
Наблизившись до неї, грає катсцена, на якій виходять двоє маленьких дітей, які виходять із закладу, і гра переходить до Heaven, де Щеня стриманий у комбінезоні, коли до нього підходять два охоронці та Бос, який носить маску, ідентичну Щенячій. Бос виявляє, що Щеня використовувався лише для запасних частин через їх біологічну схожість, і що його Майстер зламав, оскільки він потенційно міг знаходитись де завгодно, де міг бути бос. Вона є незалежним хакером, якого Бос замовив, щоб зламати Щеня і змусити його повірити, що у нього був викрадений брат, що призвело його назад до Боса, а також знищило людей, які намагалися його скинути. Бос зауважує, що він буде тримати Щеня ближче до себе, коли Їй знову з'явиться і виявить, що вона не людина і обманює Боса з моменту їхньої згоди; вона привела Щеня на heaven, щоб убити боса. Вона радить Щеню «зустріти її там, де падає небо», якщо він виживе. Він рятується від своїх обмежень і вбиває багатьох охоронців Боса, перш ніж нарешті підійти до самого Боса, і, залежно від підказки про діалог, або зарубає його зброєю, або зламає мозок. Кінець показує Щеня, який їде на своєму мотоциклі в невідоме місце.

## Розробка та випуск
Ruiner був розроблений польською студією інді-ігор Reikon Games та опублікований Devolver Digital. Гра була випущена для Linux, PlayStation 4, Microsoft Windows, Xbox One 26 вересня 2017 року. A Nintendo Switch версія вийшла 18 червня 2020 року.

## Критика
| Агрегатор  | Оцінка                              |
| ---------- | ----------------------------------- |
| Metacritic | PC: 75/100 PS4: 71/100 XONE: 77/100 |

| Видання        | Оцінка |
| -------------- | ------ |
| Game Informer  | 7/10   |
| GameSpot       | 8/10   |
| GamesRadar+    | [ 17 ] |
| Hardcore Gamer | 4/5    |
| IGN            | 6/10   |
| PC Gamer (США) | 84/100 |
| Polygon        | 6/10   |

Критичний прийом до Ruiner загалом був позитивним. Омрі Петтіте з PC Gamer заявив, що «Ruiner є чудовим, чуттєвим бенкетом, натхненним творами розквіту кіберпанку 1980-х років, коли мовчазний, в масках головний герой подорожує нічними пейзажами та промисловими джунглями Grit-Tech 2091. Знизу Shoot 'em up шутер забезпечує екстремальний бій на мечах, знайомство з його дизайном компенсується постійним бажанням просто стояти на місці і пити все.» У своєму огляді як гри, так іCuphead, Ben "Yahtzee" Croshaw автор Zero Punctuation сказав, що йому не подобається Ruiner тому що це відчувалося як «кіберпанк» Hotline Miami ні з чим з того, що зробило Hotline Miami цікавою […] Так, сутички були важкими, але я не отримував того найважливішого відчуття виграшу; все, що я відчував, що «заробляю», — це більше шансів боротися з нудними членами банди в темних умовах."